# Битка при прохода Деве бойня
Битка при прохода Деве бойня е решителна победа на Русия в хода на второто руско настъпление на Кавказкия фронт в Руско-турската война (1877 – 1878).

## Оперативна обстановка
Главните сили на Действуващия Руски корпус на Кавказкия фронт с командир, генерал-лейтенант Василий Хейман, съгласно плана за второто руско настъпление, преследват отстъпващите към Ерзерум османски сили. На 40 км. преди Ерзерум при Хасан кале, частите на корпуса се съединяват с Ереванския Руски отряд с командир генерал-лейтенант Арзас Тергукасов и продължават настъплението към Ерзерумската долина с 36 батальона, 27 ескадрона и 40 оръдия.

## Бойни действия
На прохода Деве бойня е изградена силна османска позиция. Фронтално е почти непристъпна, силно укрепена и охранявана от многобройни сили от 40 табора и 60 оръдия.
Руския план предвижда главен удар срещу левия османски фланг от колоната на полковник Михаил Амираджиби и обход на десния фланг от колоната на генерал-майор Адолф Шак. Срещу фронта на десния и левия османски фланг действат две колони с командири генерал-майор Броневски и генерал-майор Сергей Авинов.
Артилерийската подготовка започва около 10:00 часа на 23 октомври. Обходната колона на генерал-майор Адолф Шак превръща демонстративното действие в действителна атака и привлича главните сили на противника. Около 17:00 часа след отбиване на контраатаки, заема здрави позиции на десния османски фланг – височината Гули. Колоната на полковник Михаил Амираджиби в 16:00 часа предприема атака срещу височината Узун Ахмед, командна по отношение на левия османски фланг. Превзема я с подкрепата на части от колоната на генерал-майор Иван Броневски и преминава към преследване на противниковите сили, които са в масово бягство към Ерзерум.
Руските загуби са около 1000 убити и ранени офицери и войници. Османски загуби са около 7000 убити, ранени и дезертирали офицери и войници.
Руската победа при прохода Деве бойня, нанася непоправимо поражение на главните османски сили. Открива пътя към Ерзерум. Изиграва решителна роля за изхода на войната на Кавказкия фронт.